# Služili dva tovarišča
Služili dva tovarišča (Служили два товарища) è un film del 1968 diretto da Evgenij Efimovič Karelov.